# Ampedus cardinalis
Ampedus cardinalis е вид бръмбар от семейство Полски ковачи (Elateridae). Видът е почти застрашен от изчезване.

## Разпространение и местообитание
Разпространен е в Албания, Беларус, Белгия, Босна и Херцеговина, Великобритания, Германия, Гърция, Дания, Испания, Италия (Сардиния и Сицилия), Латвия, Норвегия, Полша, Русия (Европейска част на Русия и Калининград), Словакия, Украйна, Унгария, Франция (Корсика), Хърватия и Швеция.
Обитава гористи местности, планини, възвишения, хълмове, долини и степи.